# Samkowa Czuba
Samkowa Czuba (1189 m) – niewielkie reglowe wzniesienie po zachodniej stronie wylotu Doliny Strążyskiej w polskich Tatrach Zachodnich. Źródłem nazwy jest podhalańskie nazwisko lub przezwisko Samek.
Samkowa Czuba to łagodne wzniesienie o kopulastych kształtach. Znajduje się w dolnej części północno-wschodniego grzbietu Łysanek oddzielającego Dolinę Strążyską od Suchego Żlebu. Od wyżej położonego w tym grzbiecie Samkowego Zwornika (1317 m) oddziela ją przełęcz Samkowe Siodło. Jest całkowicie zalesiona, porasta ją naturalny las świerkowo-jodłowo-bukowy, jeden z najlepiej zachowanych w całych Tatrach. U jej podnóży od strony Doliny Strążyskiej znajdują się nagie wapienne turnie: Skała Jelinka i Kominy Strążyskie. Od północnej strony jej zalesione stoki opadają do Kotliny Zakopiańskiej. Znajdują się w nich dwa niewielkie jary okresowych potoków.
Samkowa Czuba jest turystycznie niedostępna. Znajduje się na obszarze ochrony ścisłej Regle Zakopiańskie. Jedynie jej północnymi podnóżami prowadzi Droga pod Reglami.
Z rzadkich w Polsce gatunków roślin stwierdzono występowanie na Samkowej Czubie storzana bezlistnego.